# Oxiúrids
Els oxiúrids (Oxyuridae) són una família de nematodes de l'ordre Rhabditida.

## Gèneres
N.B.: llista probablement incompleta.
- Archeonema Ricci, 1988
- Citellina Prendel, 1928
- Enterobius Leach, 1853
- Lemuricola Chabaud & Petter, 1959
- Oxyuris Rudolphi, 1803
- Passalurus Dujardin, 1845
- Skrjabinema Werestchajin, 1926
- Syphabulea Gubanov, 1964
- Syphacia Seurat, 1916